# Радов Георгій Опанасович
Георгій Опанасович Радов (2 лютого 1949 — 27 червня 1999, Київ) — український науковець. Генерал-майор міліції. Доктор філософії, кандидат юридичних наук (1984), заслужений юрист України (1999). Засновник і перший президент Українського фонду сприяння пенітенціарним реформам ім. Дж. Говарда (1993).

## Біографія
Народився 2 лютого 1949 року в місті Сухий Лог Свердловської області. У 1977 році закінчив Омську вищу школу МВС СРСР.
У 1969–1979 рр. — працював на посадах оперативно-начальницького складу в установах виконання покарань МВС СРСР.
У 1979–1982 рр. — ад'юнкт Київської вищої школи МВС СРСР.
У 1982–1988 рр. — на викладацькій роботі в Омській вищій школі МВС СРСР.
З 1988 року керував кафедрою виправно-трудового права та організації режиму Київської філії Всесоюзного інституту підвищення кваліфікації керівних працівників виправно-трудових установ МВС СРСР.
У 1992–1994 рр. — завідувач відділом апарату Ради національної безпеки і оборони України.
З 1995 — перший проректор, а з 1999 — ректор Київського інституту внутрішніх справ при Національній академії внутрішніх справ України. Був членом робочої групи з розроблення механізму передачі пенітенціарної системи в управління органів юстиції.

## Громадська діяльність
У 1991 році брав участь у роботі VIII Міжнародного конгресу ООН з проблем боротьби зі злочинністю, очолював координаційне бюро з проблем кримінально-виконавчого права Академії правових наук України (1997–1999). Засновник і головний редактор наукового бюлетеня «Проблеми пенітенціарної теорії і практики» (1996–1999).

## Наукова діяльність
Досліджував проблеми кримінально-виконавчого права, теорії та історії пенітенціарії, пенітенціарної політики, теорії та практики реформування кримінально-виконавчої системи, реалізації міжнародно-правових норм у національному законодавстві України.

## Автор наукових праць
- «Пенітенціарна ідея. Думки на тему» (1997),
- «Педагогічні основи ресоціалізації злочинців» (у співавт.) (1997),
- «Роль і місце пенітенціарної системи в структурі державного управління України» (1997),
- "Доктринальна модель закону «Про пенітенціарну систему України»(1997),
- «Хрестоматія з історії пенітенціарної системи України» (т. 1-2, 1998).